# Avicularia nigrotaeniata
Avicularia nigrotaeniata là một loài nhện trong họ Theraphosidae và thuộc chi Avicularia. Loài này phân bố ở Guyana.